# Theorie des sozialen Vergleichs
Die Theorie des sozialen Vergleichs besagt, dass Menschen Informationen über das eigene Selbst durch den Vergleich mit anderen gewinnen können. Sie wurde 1954 durch Leon Festingers Arbeit A Theory of Social Comparison Processes begründet und wird seitdem ständig weiterentwickelt.

## Grundannahmen in Festingers Theorie
1. Menschen haben das Bedürfnis, sich ein realistisches Bild von der Welt zu machen, einschließlich des eigenen Selbst. Dieses Bedürfnis ist dann besonders groß, wenn adäquate Selbsteinschätzung wichtig ist. Beispiel: Versuchspersonen haben ein größeres Bedürfnis nach sozialem Vergleich, bevor sie eine aus mehreren, unterschiedlich schwierigen Aufgaben zur Bearbeitung wählen sollen, als nach der Erledigung dieser Aufgabe.[3]
2. Sozialer Vergleich findet dann statt, wenn ein objektiver Maßstab fehlt.[4] Beispiel: Eine Schulklasse bekommt einen neuen Lehrer. Schüler A bekommt seine Klausur und hat eine 3. Da er den Lehrer nicht kennt und nicht weiß, ob dieser eher gute oder eher schlechte Noten gibt, ist die Note in diesem Fall ein wenig objektives Kriterium zur Bewertung der eigenen Leistung und Schüler A wird sich mit seinen Klassenkameraden vergleichen.
3. Menschen sind motiviert, die eigenen Fähigkeiten und Fertigkeiten zu verbessern.
4. Die meisten Informationen bietet ein Vergleich mit Personen, die einen ähnlichen Hintergrund, ähnliche Fähigkeiten und Meinungen wie sie selbst haben. Beispiel: Menschen tendieren dazu, sich mit besten Freunden oder Verwandten zu vergleichen.Es sind bereits die nötigen Informationen zu den Vergleichspunkten vorhanden.[4]
5. Menschen sind motiviert, Meinungsdiskrepanzen mit anderen Menschen zu reduzieren. Dazu passen sie entweder ihre eigene Meinung an (vor allem wenn sie in der Minderheit sind) oder versuchen, ihr Gegenüber von ihrer Position zu überzeugen (vor allem wenn sie die Mehrheitsposition vertreten).

## Vergleichsrichtungen
Der Vergleich mit Mitmenschen hat drei mögliche Funktionen und Richtungen:

### Horizontalvergleich
Wer realistische Informationen über sein gegenwärtiges Selbst benötigt, vergleicht sich mit Ähnlichen, Gleichgestellten, Peers.

### Abwärtsvergleich
Wer sein Selbstwertgefühl schützen oder verbessern will, vergleicht sich mit Menschen, die im interessierenden Merkmal unterlegen sind, der abwärts gerichtete Vergleich. Beispiel: Krebspatienten neigen eher dazu, sich mit Kranken zu vergleichen, denen es schlechter geht, als ihnen selbst.
Der abwärts gerichtete Vergleich (englisch downward comparison) ist auf Personen gerichtet, denen es schlechter oder genauso schlecht geht wie einem selbst. Die Bedeutung von abwärts gerichteten Vergleichen für das subjektive Wohlbefinden bzw. das Selbstwertgefühl ist Thema der Theorie des sozialen Vergleichs und des Modells der Aufrechterhaltung der Selbstbewertung.
Menschen können ihr subjektives Wohlbefinden durch Vergleich mit „weniger glücklichen anderen“ (starke Version des abwärts gerichteten Vergleich) bzw. mit „gleich unglücklichen anderen“ (schwache Version des Vergleichs) erhöhen. Der Zustand der anderen wird entweder vorgefunden (und hat dann eine passive Basis) oder durch Angriffe und Schädigungen hergestellt (und hat dann eine aktive Basis).
Als situationale Folgerung ergibt sich, dass abwärts gerichtete Vergleiche durch die Abnahme des subjektiven Wohlbefindens wahrscheinlicher gemacht werden. Als persönlichkeitsabhängige Folgerung ergibt sich, dass Personen mit niedrigem Selbstwertgefühl eine stärkere Tendenz zu abwärts gerichtetem Vergleich aufweisen als Personen mit hohem Selbstwertgefühl.
Abwärts gerichtete Vergleiche tendieren dazu, sich auf Zielpersonen mit niedrigem sozialen Status zu beziehen („Zielprinzip“). Im „Ambivalenz-Prinzip“ wird postuliert, dass Menschen im Hinblick auf abwärts gerichtete Vergleiche ambivalent sind, da ihre Zufriedenheit gefördert wird, aber die wahrgenommene Gerechtigkeit beeinträchtigt wird. Gewinn zu ziehen aus einem Vergleich mit Menschen, denen es schlecht geht, steht im Widerspruch mit dem impliziten Verständnis davon, was Fairness darstellt.

### Aufwärtsvergleich
Bei dem sogenannten Aufwärtsvergleich (englisch upward comparison), wird als Vergleichsmodell eine Person herangezogen, die einem in bestimmten Merkmalen überlegen scheint. Dies kann sich sowohl äußerliche Merkmale, physische Leistungen oder materielle Güter beziehen.
Wer wissen will, welche Möglichkeiten er hat, welche Verbesserungen möglich sind, vergleicht sich mit Menschen, die im interessierenden Merkmal überlegen sind; das ist der aufwärts gerichtete Vergleich. Diese Art von Vergleich kann unter anderem negative Auswirkungen auf das Selbstwertgefühl und die eigene Körperwahrnehmung haben.
Der mit dem Aufwärtsvergleich verbundene Neid kann in zwei Arten unterteilt werden. Den gutartigen, konstruktiven und den bösartigen, destruktiven Neid.
Der konstruktive Neid stellt eine Motivation zur Verbesserung dar. Die Leistung des Vorbildes wird als selbst erarbeitet und verdient aufgefasst, wodurch die Eigeninitiative erhöht wird, um ähnliche Erfolge zu erreichen. Man versucht dasselbe oder ein ähnliches Niveau durch Verbesserung der eigenen Person oder Fähigkeiten zu erreichen.
Der destruktive Neid ist dadurch geprägt, dass man der überlegenen Person mit einer feindlichen Haltung begegnet und ihren Ruf bei anderen schmälern will. Dies ist der Fall, wenn man die Überlegenheit der Person als unverdient erachtet. Durch die abwertende Gesinnung soll die Person an das eigene Niveau angeglichen werden, da man keine Chance sieht sich selbst durch Leistung dahingehend zu verbessern.
Die Studie von Brown und Kollegen befasst sich mit dieser Thematik. Die Forscher untersuchten, wie die Selbstwahrnehmung weiblicher Probanden bezüglich ihrer Attraktivität nach der Betrachtung eines Werbemodels ist.
Die Ergebnisse lassen vermuten, dass Frauen dazu neigen, sich als weniger attraktiv einzustufen, wenn sie eine vermeintlich attraktivere Frau betrachten. Im Vergleich dazu fühlen sich die weiblichen Probanden attraktiver bei Konfrontation mit einer vermeintlich weniger attraktiven Frau.
Durch immer verstärkte Mediennutzung gibt es mehr Ansatzpunkte für Aufwärtsvergleiche. Dies führt durch Betrachtung des Vergleichsmaterials zu vermehrten Minderwertigkeitsgefühlen.
Diese Vergleichsrichtung kann zum einen zu vermindertem Selbstwertgefühl führen, oder sich in Motivation und Inspiration verwandeln. Beispiel: Krebspatienten vergleichen sich mit erfolgreich geheilten Patienten. [10]

## Einflussfaktoren
Motivation ist der zentrale Aspekt beim Neid. Beim konstruktiven Neid dient sie dem Erreichen des Standards des Vorbilds. Wohingegen beim destruktiven Neid entscheidend ist welche Ausprägung die Motivation einnimmt. Bei einer starken Ausprägung einerseits dient sie dazu nicht hinter einen bestimmten Standard abzufallen. Bei geringer Ausprägung andererseits wird es, wie beim destruktiven Neid beschrieben, als unwahrscheinlich erachtet jemals den angestrebten Standard zu erreichen.

## Sozialer Vergleich auf sozialen Netzwerkseiten (SNS)
Beim Nutzen sozialer Netzwerkseiten, wie Facebook oder Instagram, können ununterbrochen Informationen für abwärts und aufwärts gerichtete Vergleiche herangezogen werden. SNS sind ein häufig genutztes Mittel hierfür, da die Informationsbeschaffung schnell und einfach vonstattengeht.
Als ein Beispiel ist das Phänomen „Fitspiration“ zu nennen. Diese vor allem auf Instagram stark verbreitete Bewegung preist einen bewussten und gesunden Lebensstil an. Die Präsentation von übermäßig schlanken und trainierten Körpern auf SNS führt zu einem Aufwärtsvergleich bei den Usern. Einerseits kann dies zu einer erhöhten Motivation führen (z. B. mehr Sport zu treiben oder sich bewusster zu ernähren), andererseits kann sich der aufwärts gerichtete Vergleich negativ auf das eigene Wohlbefinden auswirken (z. B. in Form von Depression oder Magersucht). So auch Festingers Theorie.

## Kritik
Eine Studie von Klein (1997) gibt Anlass zu Zweifeln, ob Menschen immer objektive Informationen heranziehen. In einem ersten Durchgang sollten die Versuchspersonen Kunstwerke beurteilen. Sie bekamen daraufhin ein manipuliertes Feedback über ihr ästhetisches Urteilsvermögen (40 % vs. 60 % „korrekte“ Antworten) sowie die ebenfalls manipulierte Information, dass sie besser bzw. schlechter als der Durchschnitt abgeschnitten hätten. Daraufhin bekamen sie das Angebot, eine weitere Aufgabe zu lösen. Wenn sie mehr als 50 % richtig beurteilen würden, würden sie 10 $ bekommen. Die Personen, die glaubten, zu 60 % richtig geurteilt zu haben, stimmten erwartungsgemäß zu. Diejenigen, welche laut Feedback nur 40 % richtig gehabt hatten, machten es hingegen davon abhängig, ob sie besser oder schlechter gewesen waren als der Durchschnitt. Die, die glaubten, überdurchschnittlich abgeschnitten zu haben, machten sehr viel häufiger mit, obwohl nach rationalen Gesichtspunkten eigentlich allein ihre objektive Leistung ausschlaggebend hätte sein sollen.
Die Related Attributes-Hypothese (Goethals & Darley) schlägt vor, dass Vergleichspersonen eher nach Ähnlichkeit auf leistungsrelevanten Attributen ausgewählt werden. Beispiel: Wenn ein Schüler die Note 3 in einer Klausur geschrieben hat, wird er sich nicht mit denen vergleichen, die auch eine 3 haben (dies würde die 4. Grundannahme postulieren), sondern vielleicht mit den Schülern, die ähnlich viel Zeit in die Vorbereitung der Klausur investiert haben. Dies wäre ein relevantes Attribut.